# Fly (álbum de Zucchero)
Fly (álbum) es el décimo álbum del cantante Zucchero, fue liberado en 2006. Además contó con una versión internacional que incluía 3 músicas extras o "bonus tracks",  dos en inglés (Flying Away y Shine) y una en italiano (Nel Così Blu)

## Canciones del álbum Italiano
1. "Bacco Perbacco" - 4:00
2. "Un Kilo" 3:33
3. "Occhi" - 3:40
4. "Quanti Anni Ho" - 4:03
5. "Cuba Libre" - 3:34
6. "È Delicato" - 3:33
7. "L'Amore È Nell'Aria" - 3:40
8. "Pronto" - 4:00
9. "Let It Shine" - 4:33
10. "Troppa Fedeltà" - 4:00
11. "E Di Grazia Plena" - 3:17

## Sencillos
Se lanzaron tres sencillos, "Bacco Perbacco", "Cuba Libre" y "Occhi" (Flying Away)
- Datos: Q3746892